# Kriegserinnungsabzeichen (Kroatien)

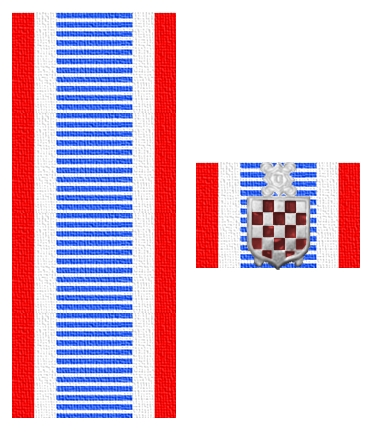
Das kroatische Kriegserinnerungsabzeichen als Bandorden, rechts die Ordensschnalle mit aufgesetzter Spange

Das Kriegserinnerungsabzeichen (kroatisch Ratni spomenznak) war eine staatliche Kriegsauszeichnung des Unabhängigen Staates Kroatien (NDH).
Der Bandorden wurde am 29. Dezember 1943 durch den Staatsführer Ante Pavelić gestiftet. Bis zum Trageverbot bestimmter ausländischer Orden und Ehrenzeichen wurde es auch von deutschen Soldaten der Wehrmacht getragen.

## Aussehen und Trageweise
Das weiß-blau gerippte Ordensband mit weißen Streifen und roten Saum ist 26 mm breit, wobei die blauen Rippen eine Länge von 12 mm aufweisen. Der Rote Saum sowie die weißen Balken sind beide ca. 3 mm breit. Das, bei Erfüllung der Verleihungsvoraussetzung, mit dem Band verliehene bronzene oder silberne Staatswappen ist dagegen ca. 22 mm breit und 11 mm hoch und zeigte das kroatische kleine Wappen dessen Karogeflecht rot emailliert ist. Aufgrund zahlreicher Hersteller, darunter auch einige deutsche, variieren jedoch die Größen und Farbgebungen der Spange zum Teil erheblich. Getragen wurde das Ordensband an der Bandschnalle oder ähnlich dem Band des deutschen Eisernen Kreuzes II. Klasse an zweiten Knopfloch der Uniform. 

## Verleihungsvoraussetzung

### Ordensband
Auf das Ordensband des Kriegserinnerungsabzeichens hatten alle Angehörigen der kroatischen Wehrmacht Anspruch, wenn sie mindestens ein Jahr auf dem Gebiet des Unabhängigen Staates Kroatien Militärdienst geleistet oder außerhalb der Grenzen des Staates im Verbande verbündeter Heere ein Jahr auf einem Kriegsschauplatz verbracht hatten.

### Ordensband mit Spange
Das Ordensband mit dem aufgelegten Staatswappen kam dagegen nur zur Verleihung, wenn der Anspruchsberechtigte in unmittelbarer Feindberührung gestanden hatte oder mindestens sechs Monate in Kampfeinheiten auf einem Kriegsschauplatz eingesetzt war, bzw. die gleiche Zeit den operativen Einsatz solcher Kampfverbände geleitet hat. Gleiches galt für die Angehörigen der Gendarmerie, des Staatsarbeitsdienstes, der Staatlichen Polizeiwache, der Finanzwache und für die bei der Wehrmacht eingegliederten Zivilisten.